# چری اوتری
چری اوتری (انگلیسی: Cheri Oteri؛ زادهٔ ۱۹ سپتامبر ۱۹۶۲) یک هنرپیشه، و فیلم‌نامه‌نویس اهل ایالات متحده آمریکا است. وی از سال ۱۹۹۵ میلادی تاکنون مشغول فعالیت بوده‌است.

## گزیده فیلمشناسی
از فیلم‌ها یا برنامه‌های تلویزیونی که وی در آن نقش داشته‌است می‌توان به آثار زیر اشاره کرد.
- ملکه‌های جیغ (مجموعه تلویزیونی ۲۰۱۵) (۲۰۱۶)
- والدین نسبتاً عجیب و غریب (۲۰۱۶)
- کمدی بنگ!بنگ! (۲۰۱۵)
- بزرگ‌شده‌ها ۲ (۲۰۱۳)
- جسی (مجموعه تلویزیونی) (۲۰۱۳)
- بوستون لیگال (۲۰۰۸)
- شرک ۳ (۲۰۰۷)
- مورچه‌کش (۲۰۰۶)
- پارک (فیلم) (۲۰۰۶)
- داستان‌های سرزمین جنوبی (۲۰۰۶)
- لبخند (فیلم ۲۰۰۵) (۲۰۰۵)
- زیاد ذوق‌زده نشو (۲۰۰۲)
- کالین کوئین (۲۰۰۲)
- چری اوتری (۲۰۰۱)
- کریسمس در کانوی (۲۰۱۳)
- فیلم ترسناک (فیلم) (۲۰۰۰)
- کارآگاه گجت (فیلم) (۱۹۹۹)
- سربازان کوچک (۱۹۹۸)
- آستین پاورز: مرد بین‌المللی رمز و راز (۱۹۹۷)
- دروغگو دروغگو (۱۹۹۷)
- پخش زنده شنبه شب (۱۹۹۵–۲۰۰۰)